# Hyperion Towers
Las Hyperion Towers (Coreano: 하이페리온 타워), más conocidas como Mok-dong Towers, es un grupo de tres edificios ubicados en el distrito Yangcheon-gu de Seúl, Corea del Sur, terminado en 2003. El más alto de los cuales, es una torre de 69 pisos y 256 metros de altura, convirtiéndose en el tercer edificio más alto de Seúl y el 169 de todo el mundo. Las torres se utilizan como viviendas residenciales, debajo del complejo de edificios se encuentra un departamento de la marca de automóviles Hyundai, una cadena de tiendas de alta gama de departamentos en Corea del Sur. En el momento de su finalización, el edificio era el más alto del país, pero fue superado por el Samsung Tower Palace en 2004.